# لاندون كولينز
لاندون كولينز (بالإنجليزية: Landon Collins)‏ هو لاعب كرة قدم أمريكية أمريكي، ولد في 10 يناير 1994 في نيو أورلينز في الولايات المتحدة.

## وصلات خارجية
- لاندون كولينز على موقع إي إس بي إن.كوم (أن.أف.أل)3
- لاندون كولينز على موقع مرجع كرة القدم المحترفة.كوم (الإنجليزية)
- لاندون كولينز على موقع كلية كرة القدم في سبورتس رفرنس.كوم (الإنجليزية)